# Александар Милинковић
Александар Милинковић је новинар рођен у Београду, 1950. године.

## Биографија
Завршио је Прву земунску гимназију 1969. године, а затим дипломирао на Факултету политичких наука, одсјек новинарство, 1974 године. Од 18. године сарађује са у локалним листовима у Земуну и Новом Београду, "Базару", "Свету", РТС Србије, а од 1972. године у "Дуги" и "Практичној жени". Редовни је је сарадник "Дела", "Недељне Далмације", "Нина", "Политике". Од 1985. године бави се издаваштвом. Са Велимиром Весовићем покреће двије библиотеке практичних књига ("Користан хоби", "Уносна занимања") са укупним тиражом од преко милион примјерака. Оснива "Библиотеку Тајне" у којој објављује давдесетак наслова ("Забрањена знања", "хиљаду чуда", "У потрази за златом", "Моћ љубави", "Словенска магија", "Црвени богови Анда", "Тајанствене поруке". Један је од покретача магазина "Моја кућа". Године 1996. оснива магазин "Космос" са научно-популарном тематиком.